# Dyotropní reakce

Dyotropní přesmyky typu I (nahoře) a typu II (dole)

Dyotropní reakce je organická reakce, patřící mezi pericyklické valenční izomerizace, při které se dvě vazby sigma současně přesunou uvnitř molekuly. Tento druh reakce se využívá k syntéze řady organických molekul, například při totálních syntézách. Objevil jej Manfred T. Reetz v roce 1971 
Dyotropní reakce se dělí na dva typy; u dyotropních reakcí prvního typu změní vzájemnou polohu a u dyotropních reakcí druhého typu při přesunu substituentů na nová vazebná místa ke změně vzájemné polohy nedojde.

## Přesmyky prvního typu
U přesmyků prvního typu (přeměny Y-A-B-X na X-A-B-Y) jsou přesunující se skupiny vzájemně v poloze trans a přesunují se na protilehlá místa. První případ dyotropní reakce na vazbě uhlík-uhlík popsali Cyril A. Grob a Saul Winstein; šlo o přesun dvou atomů bromu v molekule steroidu.
Dalším příkladem je 3-terc-butyl-trans-1,2-dibromhexan, u kterého zahříváním dochází k mutarotaci.
U meziproduktu jsou oba atomy bromu symetricky navázány na oba uhlíkové atomy na opačných stranách a reakce probíhá soustředěným mechanismem; byly také objeveny dyotropní reakce probíhající postupným mechanismem.
V organické syntéze jsou důležitou skupinou reakcí přeměny 4-substituovaných gamalaktonů na butyrolaktony. Dyotropní přesmyky prvního typu také probíhají na vazbách mezi atomy uhlíku a kyslíku, například při tvorbě tepelné rovnováhy mezi (R3Si1)R2C-O-Si2R3 a (R3Si2)R2C-O-Si1R3. Za reakce tohoto druhu lze též považovat 1,2-Wittigovy přesmyky. Jiné dyotropní reakce se objevují na vazbách N-O a N-N.

## Přesmyky druhého typu
Dyotropní přesmyky druhého typu často zahrnují přesun vodíku po uhlíkovém řetězci. Tento druh reakce je součástí některých transferových hydrogenací; příkladem může být přesun vodíku u syn-seskvinorbornendisulfonů.